# 34504 Tsuzuku
34504 Tsuzuku è un asteroide della fascia principale. Scoperto nel 2000, presenta un'orbita caratterizzata da un semiasse maggiore pari a 2,8807003 au e da un'eccentricità di 0,0116528, inclinata di 3,08109° rispetto all'eclittica.